# Il mostro
Il mostro (Nederlands: Het monster) is een Italiaanse film uit 1994 geregisseerd, geschreven, geproduceerd en gespeeld door Roberto Benigni. Zijn vrouw Nicoletta Braschi speelt ook mee in de film.
De film leverde destijds de beste opbrengst en werd later overtroffen door een andere film van Benigni: La vita è bella.

## Verhaal
Loris is een jonge werkloze die zijn brood verdient met tijdelijke banen. Hij leeft in een klein appartement, eigendom van de onvriendelijke mijnheer Roccarotta. Deze steelt zelfs een van de zeven dwergen uit de tuin om die in zijn kast te verstoppen.
Door een reeks misverstanden wordt Loris verdacht door de politie de seksuele maniak ("het monster") te zijn die de buurt onveilig maakt. Er wordt een speciale missie georganiseerd om Loris op heterdaad te betrappen: de politieagente Jessica Rossetti wil hem verleiden om hem daarna te arresteren. Maar al gauw blijkt Loris niet de gemenerik te zijn, want het echte monster blijkt een leerkracht Chinees te zijn die Loris toevallig had gecontacteerd.

## Rolverdeling
| Acteur                | Personage          |
| --------------------- | ------------------ |
| Roberto Benigni       | Loris              |
| Michel Blanc          | Paride Taccone     |
| Nicoletta Braschi     | Jessica Rossetti   |
| Dominique Lavanant    | Jolanda Taccone    |
| Jean-Claude Brialy    | Roccarotta         |
| Laurent Spielvogel    | Frustalupi         |
| Ivano Marescotti      | Pascucci           |
| Franco Mescolini      | Chinese leerkracht |
| Massimo Girotti       | Resident           |
| Luciana Pieri Palombi | Claudia            |